# Calliostoma gualterianum
Calliostoma gualterianum is een slakkensoort uit de familie van de Calliostomatidae. De wetenschappelijke naam van de soort is voor het eerst geldig gepubliceerd in 1848 door Philippi.